# Perolepis pettiboneae
Perolepis pettiboneae  (лат.) — вид морских многощетинковых червей семейства Polynoidae из отряда Phyllodocida..

## Распространение
Тихий океан. Тонкинский залив. Perolepis pettiboneae обнаружен на глубине в 20 м.

## Описание
Длина тела до 15 мм при ширине — до 2 мм, длина парподий без щетинок — до 2 мм. Глаза крупные. Тело пигментированное со спинной стороны (светло-коричневое; брюшная сторона не окрашена), состоит не менее чем из 20-30 сегментов. Элитрофоры многочисленные, сильно вытянуты и не отличаются от циррофоров. Длина параподий равна ширине тела. На простомиуме одна пара антенн и глаза на омматофорах. Перистомальные усики с циррофорами. Простомиум разделён медиальным желобком на две части. Параподии двуветвистые. Все щетинки (сеты) простые
.